# Кумсай (Алгинский район)
Кумсай (каз. Құмсай, до 2009 г. — Новосергеевка) — аул в Алгинском районе Актюбинской области Казахстана. Входит в состав Карахобдинского сельского округа.

## Население
В 1999 году население села составляло 435 человек (213 мужчин и 222 женщины). По данным переписи 2009 года, в селе проживало 226 человек (112 мужчин и 114 женщин).